# Hermalle-sous-Huy
Hermalle-sous-Huy is een plaats en deelgemeente van de Belgische gemeente Engis. Hermalle-sous-Huy ligt in de provincie Luik en was tot 1 januari 1977 een zelfstandige gemeente.

## Geschiedenis
In de nabijheid van de Maas werden resten van Gallo-Romeinse tegelbakkerijen aangetroffen. In 779 werd de plaats voor het eerst vermeld als Harimala. Het ontwikkelde zich tot een der belangrijkste zetels van een heerlijkheid in het Maasdal. 
In 1714 werd hier de architect Jean-Gilles Jacob geboren.

## Bezienswaardigheden
In het oude centrum van het dorp bevinden zich:
- Het Kasteel van Hermalle-sous-Huy
- De Ferme castrale van Hermalle-sous-Huy met twee musea.
- De Sint-Martinuskerk (Église Saint-Martin) werd in 1597 gedeeltelijk herbouwd, opnieuw herbouwd midden 18e eeuw terwijl het schip in 1864 werd gewijzigd en toen werden er ook twee zijbeuken aangebouwd. Het koor is van 1870.
- Het geboortehuis van Jean-Gilles Jacob, van omstreeks 1715.

## Natuur en landschap
Hermalle-sous-Huy ligt aan de Maas. Tussen de schilderachtige kleine dorpskern en de Maas ligt een industriegebied (Zône Indstrielle d'Engis). Naar het zuiden toe is er een beboste helling en worden hoogten van omstreeks 250 meter bereikt. De hoogte aan de kerk bedraagt 89 meter.

## Demografische ontwikkeling
- Bronnen:NIS, Opm:1831 tot en met 1970=volkstellingen, 1976= inwoneraantal op 31 december

## Trivia
Het station Hermalle-sous-Huy ligt aan de andere zijde van de Maas bij Saint-Georges-sur-Meuse. Bij de plaats vond op 5 juni 2016 een treinramp plaats.

## Afbeeldingen

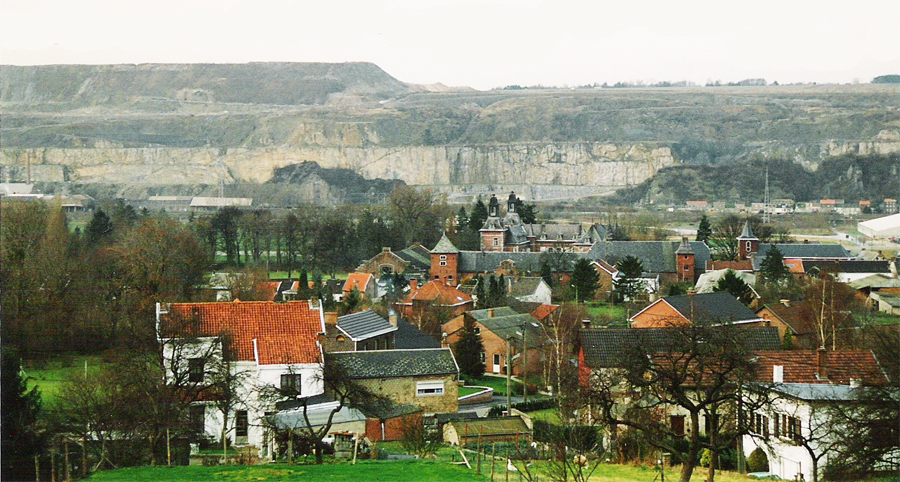
Panorama
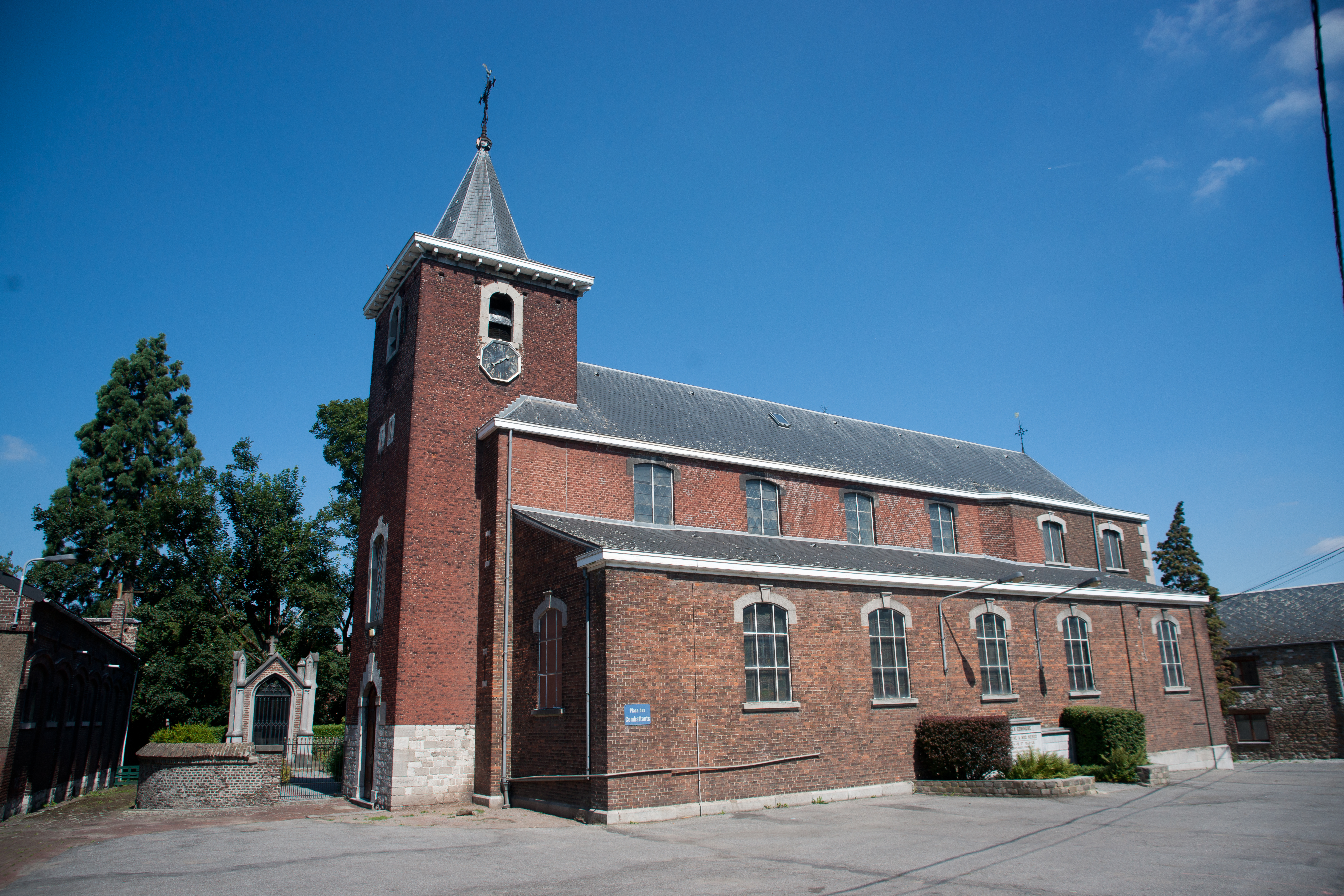
Église Saint-Martin
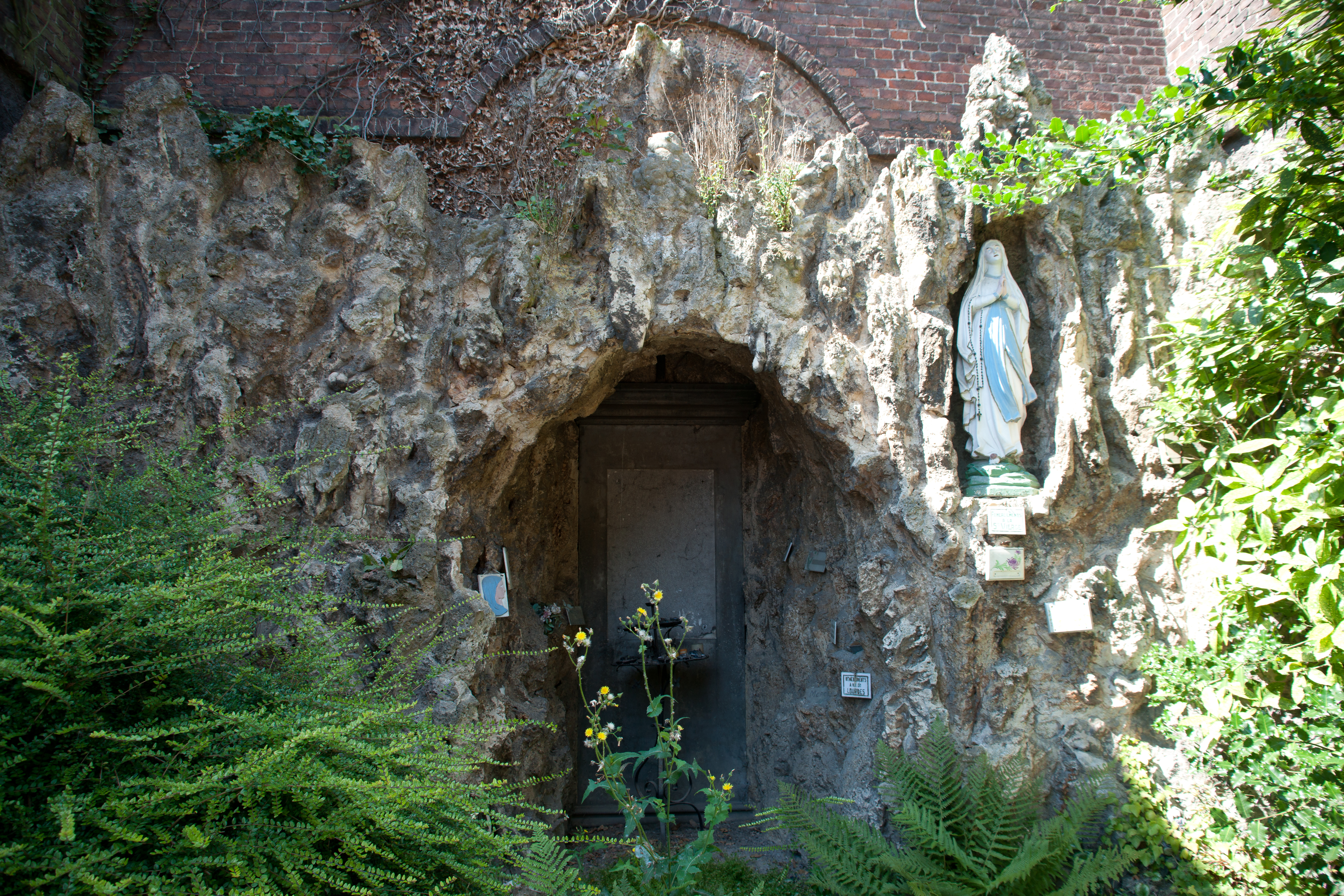
Lourdesgrot
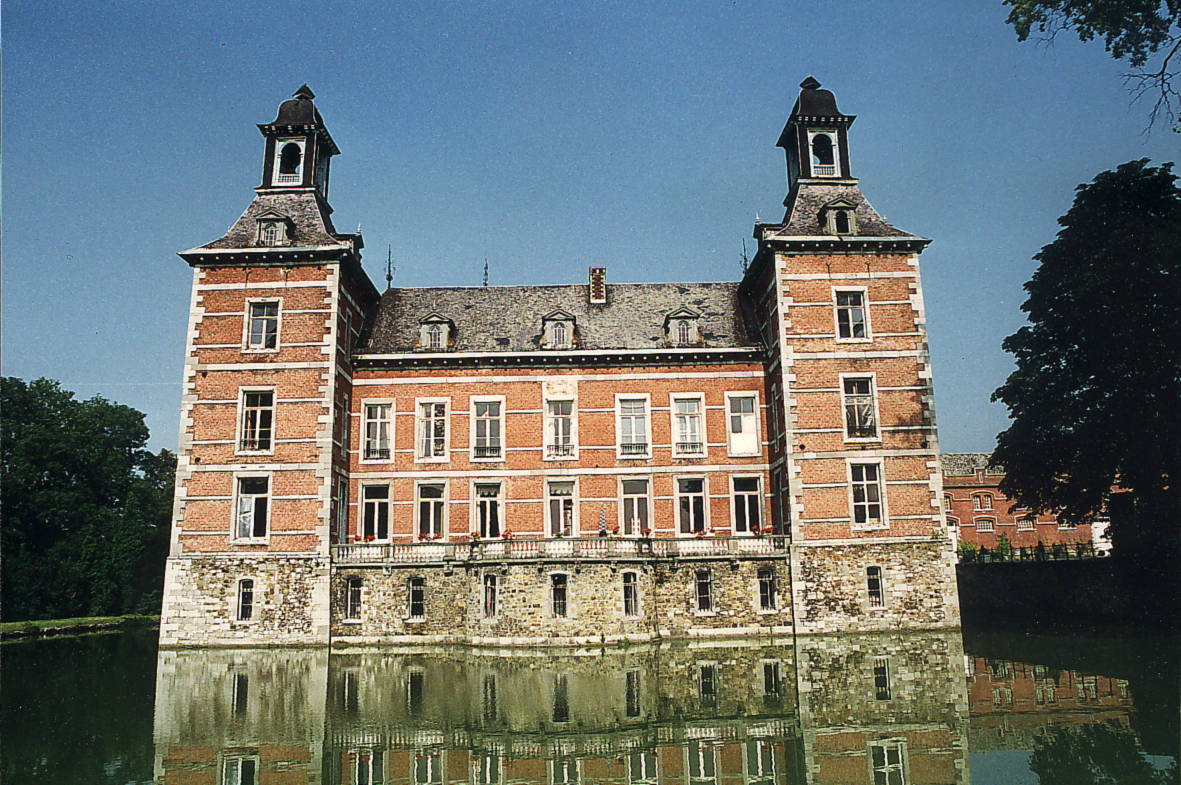
Kasteel van Hermalle-sous-Huy
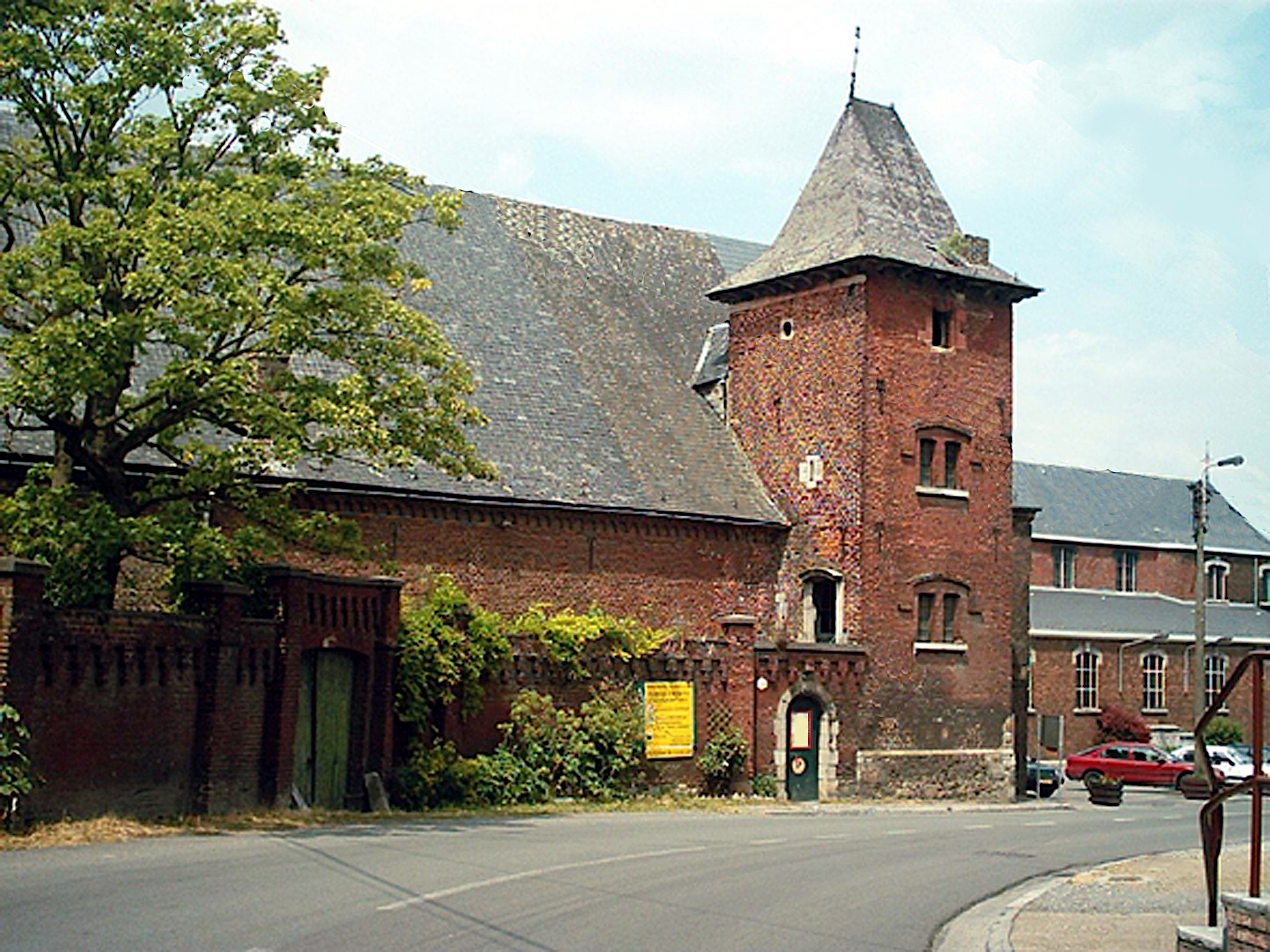
Bibliotheek en museum van de gastronomie
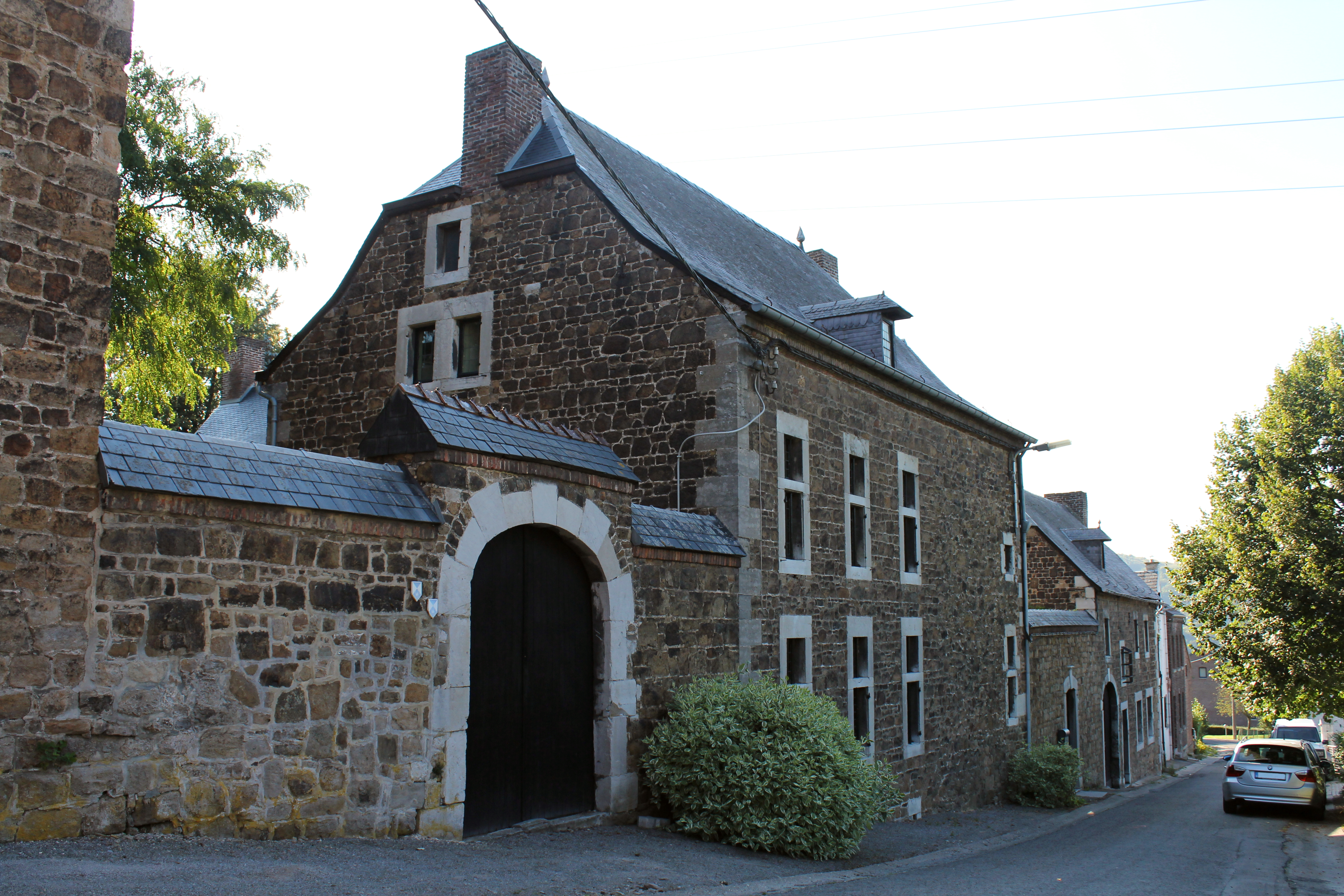
Huis Héna, Waals cultureel erfgoed 61080-CLT-0007-01
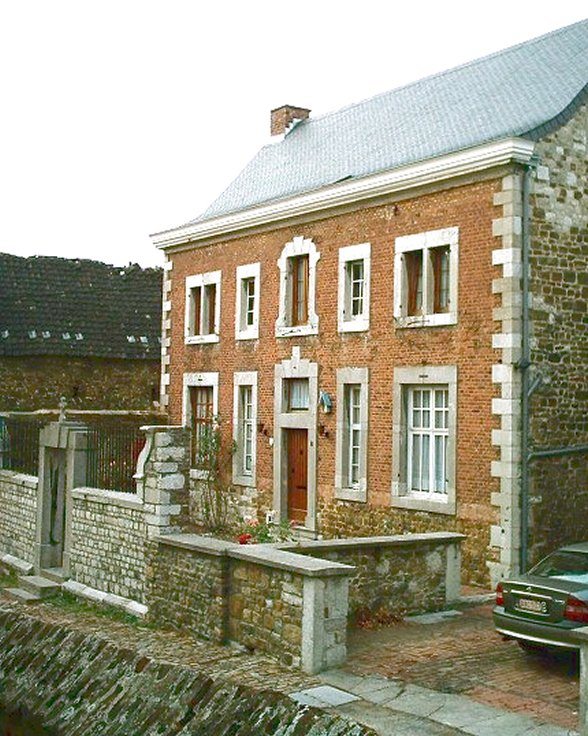
Geboortehuis van Jean-Gilles Jacob
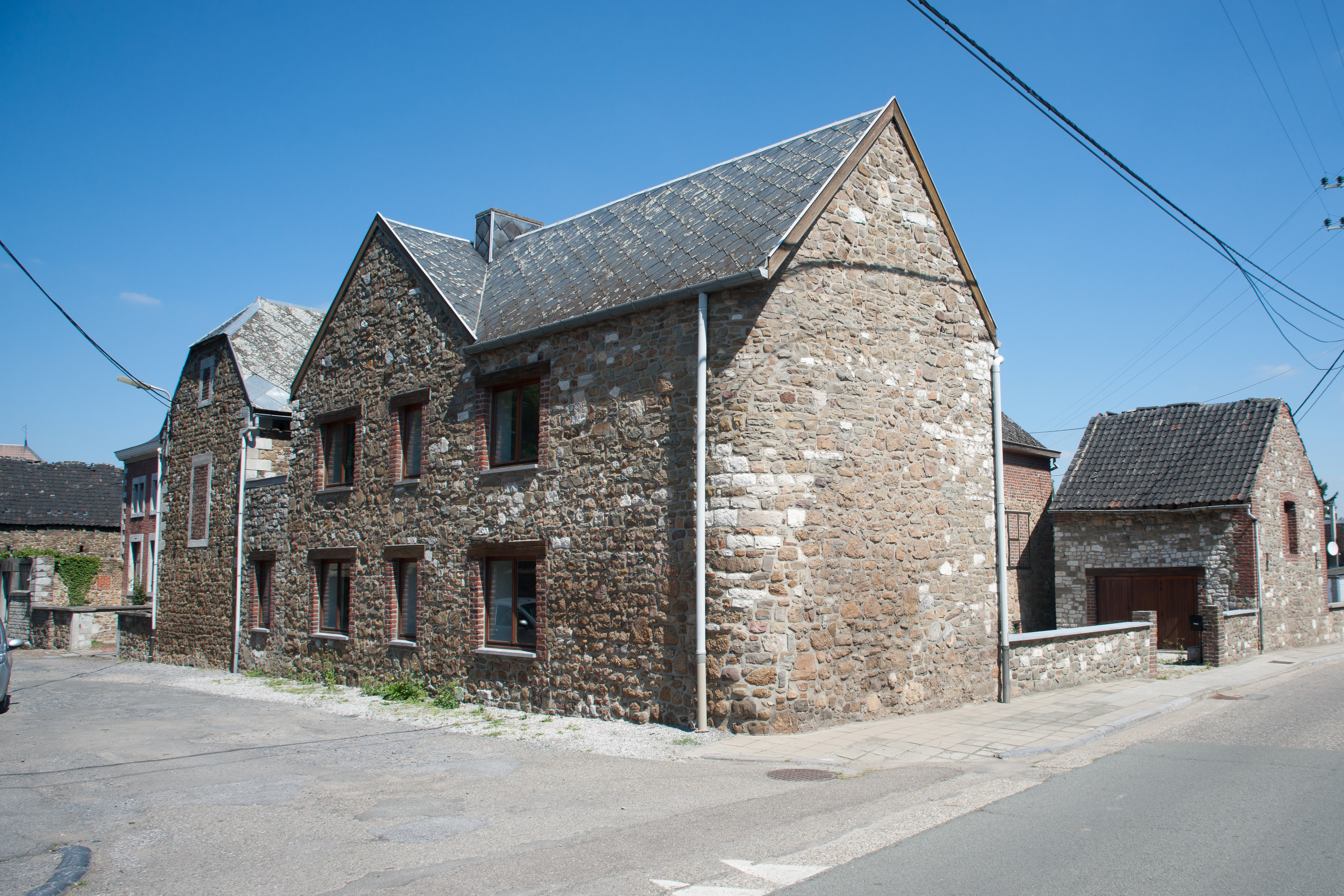
Voormalig postkantoor

## Nabijgelegen kernen
La Mallieule, Clermont-sous-Huy, Ombret-Rawsa, Yernée, Villers-le-Temple